# 채화칠기
채화칠기(彩畵漆器)는 서울특별시 용산구 삼성미술관 리움에 있는 가야시대(5∼6세기)의 칠공예이다. 1971년 12월 21일 대한민국의 보물 제559호로 지정되었다.

## 개요
칠우(漆盂)란 옻 칠을 한 넓다란 그릇인 바리를 말한다. 칠기는 서양에서 찾아볼 수 없는 동양 특유의 공예품으로, 지금도 귀한 그릇의 대명사가 되고 있다.
채화칠기(彩畵漆器)은 높이 9cm, 구연부 지름 24cm의 크기로 평안남도 대동군 대석암리에서 출토되었다. 안쪽에는 붉은 칠을 하고 밑바닥에 몇 개의 동심원을 그렸다. 중앙에서부터 붉은색·청색·녹색의 용을 그렸고, 그 위로는 검은색·청색·녹색의 구름을 그려 넣었다. 그릇의 구연부 주변에는 푸른색·녹색·황색으로 점선을 그린 후, 그 위를 동(銅)으로 덮었다.
그릇 바깥쪽에는 흑칠을 한 다음 상·중·하 3단으로 구분하였다. 윗부분에는 황색과 갈색으로 구름무늬를, 가운데에는 청색과 녹색으로 구름과 산, 짐승을 그렸고, 밑에는 구름무늬를 돌렸다. 그릇 외곽 2곳에 동으로 만든 짐승 모양의 고리를 달아 손잡이 역할을 하였고, 그릇 안쪽에 매미 모양으로 손잡이를 부착시켰다.
지금까지도 채색된 그림이 선명하고 여러 가지 색이 조화로우며, 보존 상태도 양호하여 중요한 자료로 평가받고 있다.

## 참고 자료
- 채화칠기 - 국가유산청 국가유산포털